# Kaneko Tōta

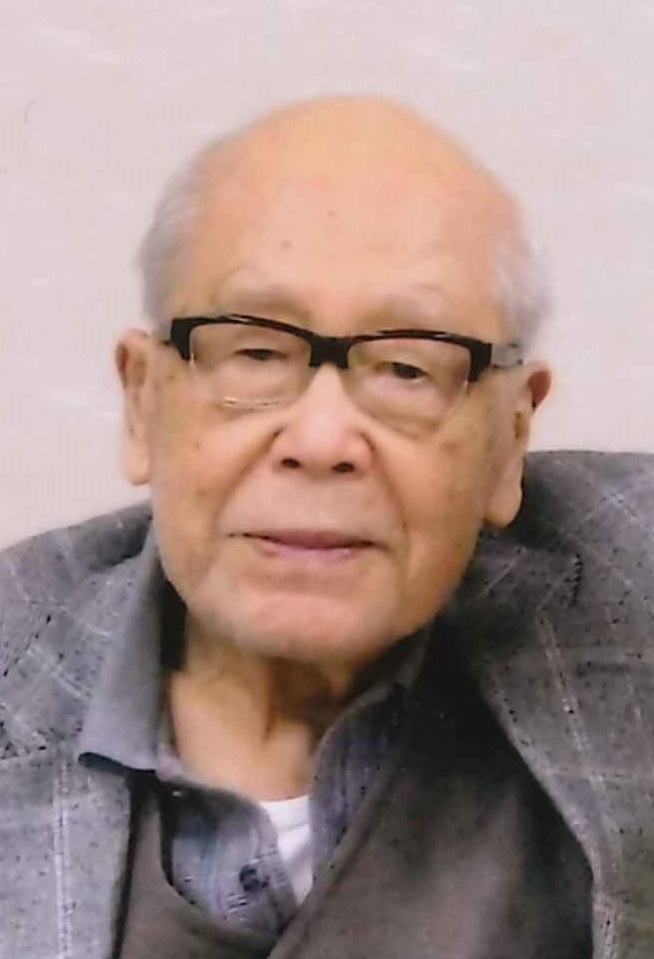
Kaneko Tōta, 2015

Kaneko Tōta (japanisch 金子 兜太; * 23. September 1919 in Chichibu; † 20. Februar 2018 in Kumagaya) war ein japanischer Lyriker.
Kaneko studierte bis 1943 an der Universität Tokio und arbeitete dann für die Bank of Japan. Er begann Gedichte unter der Anleitung seines Vaters Kaneko Mitsuharu zu schreiben. Als Haiku-Dichter ist er von Katō Shūson, Takeshita Shizunojo und Nakamura Kusatao beeinflusst. Nach dem Krieg war er ein führender Vertreter des modernen Haiku und führte die Metapher in die Haikudichtung ein. 1962 gründete er die Haiku-Gruppe Kaitei. Er veröffentlichte, angefangen mit der Anthologie Shōnen, mehr als fünfzig Gedichtbände. Er wurde 2008 unter die Personen mit besonderen kulturellen Verdiensten aufgenommen und 2010 mit dem Kikuchi-Kan-Preis ausgezeichnet. 2015 erhielt er den Asahi-Preis.